# Henrik Danielsen
Pour les articles homonymes, voir Danielsen.
Henrik Danielsen est un joueur d'échecs danois puis islandais né le 23 janvier 1966 à Nykøbing Falster. Il est affilié à la fédération islandaise depuis 2006.
Au 1er avril 2020, il est le quatrième joueur islandais avec un classement Elo de 2 514 points.

## Biographie et carrière
Danielsen finit troisième du championnat du Danemark en 1994, puis deuxième en 1995. Grand maître international depuis 1996, Danielsen finit premier ex æquo du championnat danois en 1996 mais perdit le match de départage pour la première place 2,5 à 3,5,.
Il a représenté le Danemark lors de trois olympiades de 1992 à 1996 et du championnat d'Europe d'échecs des nations de 1992. 
Dans la coupe Politiken organisée lors du festival d'échecs de Copenhague, il fut premier ex æquo avec Igor Khenkin et John Emms en 1993. En 2005, il finit 2e ex æquo de la Coupe Politiken (cinquième au départage)
Danielsen quitta son travail dans la psychiatrie au Danemark pour s'installer en Islande en 2006 et obtenir la nationalité islandaise et diriger une école d'échecs.
En 2008, il remporte l'open de Barlinek
, le championnat de Reykjavik  (ex æquo avec David Kjartansson), l'open de Copenhague  et finit à la deuxième place au championnat islandais 2008. Il remporta le championnt d'Islande en 2009. 
Danielsen représenta l'Islande lors de quatre championnats d'Europe des nations de 2007 à 2015 et de trois olympiades de 2006 à 2012.
En 2019, il finit quatrième du championnat du monde senior à Rhodes.

## Publications
Henrik Danielsen est directeur d'une école d'échecs à Reykjavik. 
Il est l'auteur de DVD édités par chessbase.
Il est l'auteur de deux livres en anglais sur l'ouverture Bird :
- The Polar Bear system 1: Dangerous & strong!
- The Polar Bear System 2: Still potent!